# Срачинец
Срачинец (хорв. Sračinec) — община с центром в одноимённом посёлке на севере Хорватии, в Вараждинской жупании. Население 3 725 человек в самом посёлке и 4 714 человек во всей общине (2001), в которую кроме Срачинца входит ещё и деревня Свибовец-Подравски. Подавляющее большинство населения — хорваты (98,73 %).

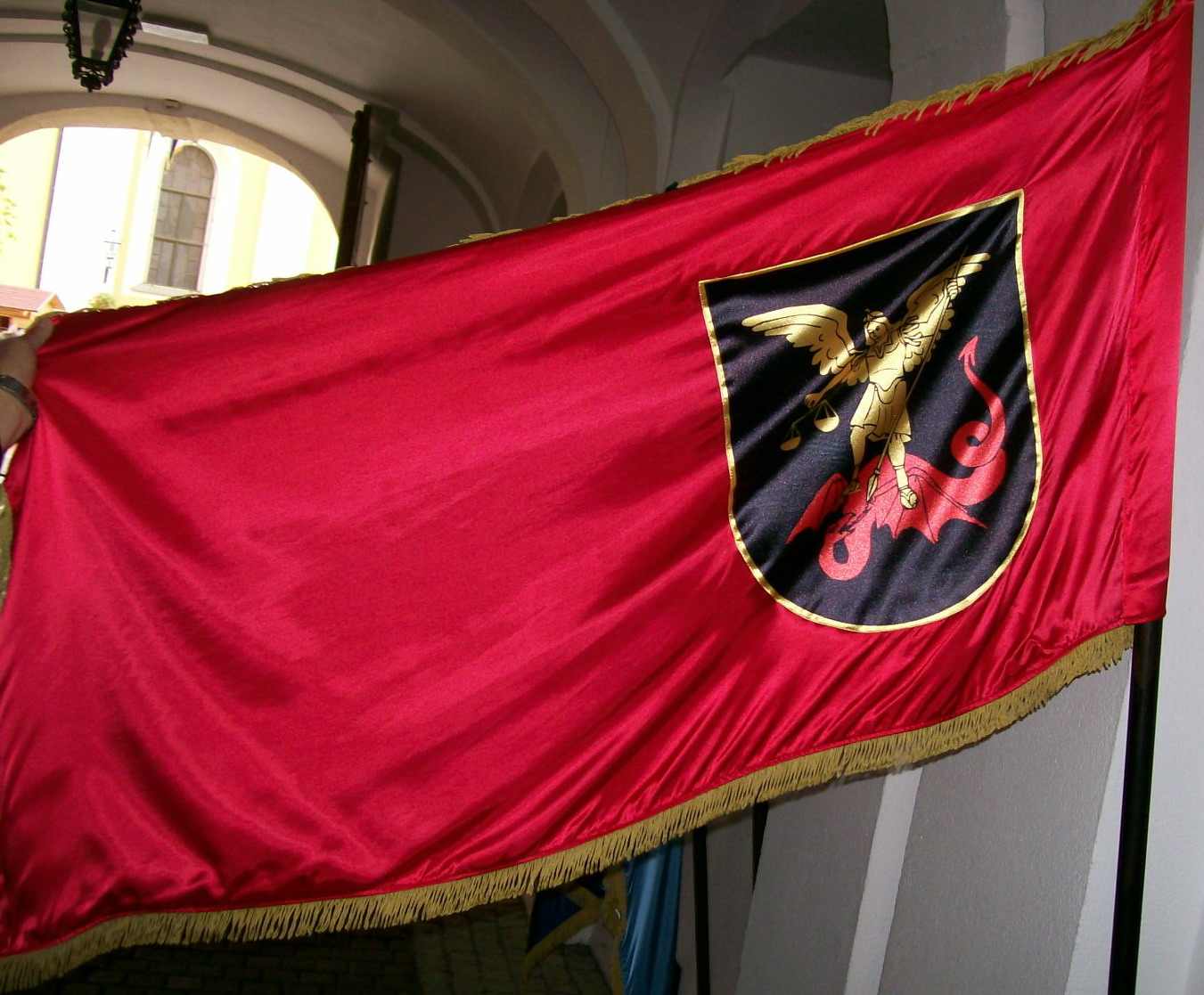
Флаг общины

Срачинец находится в 4 км к северо-западу от Вараждина на дороге Вараждин — Птуй. Эта дорога проходит по части бывшей римской дороги, соединявшей Птуй и Осиек. Вокруг посёлка располагаются обширные сельскохозяйственные угодья равнинной Подравины. Чуть северней посёлка проходит канал из Орможского водохранилища на Драве в Вараждинское.